# Хендрик Бонман
Хендрик Бонман (на немски: Hendrik Bonmann) (роден на 22 януари 1994 в Есен, Германия) е германски футболист, играе като вратар и се състезава за българския Лудогорец.

## Клубна кариера

### Борусия Дортмунд
През 2013 г. Бонман преминава в Борусия Дортмунд след силен сезон в 4-то ниво на немския футбол. Там играе предимно за Втория отбор в Трета Бундеслига.
Договорът му с Борусия Дортмунд е до 30 юни 2018 г.

### 1860 Мюнхен
На 31 август 2017 г. подписва с 1860 Мюнхен, който тогава се намира 4-та немска лига. За 3 тодини с клуба той се изкачва отново във Трета Бундеслига. 
По взаимно съгласие двете страни слагат край на договора на Бонман на 20 септември 2020 г.

### Вюрцбургер Кикерс
На 1 октомври 2020 г. по време на COVID пандемията вратарят преминава в третодивизионния немски Вюрцбургер Кикерс. Там изиграва два пълни сезона като титулярен избор на вратата и си спечелва трансфир в австрийския Волфсбергер.

### Волфсбергер
На 1 юни 2022 г. Бонман се присъединява към Волфсбергер. В Австрия вратаря прекарва 2 години, колкото е и продължителнистта на договора му. Отборът му успява да си извоюва квалификация за Лигата на Конференциите през сезон 2022/2023 г. Отпада обаче в третия кръг от норвежкия Молде.
След 2 силни години за немския вратар той не подновява договора си с клуба.

### Лудогорец
На 29 май 2024 г. Лудогорец обявява трансфера на Хендрик Бонман. Той преминава в клуба като свободен агент.